# Mellinus arvensis
Mellinus arvensis är en stekelart som först beskrevs av Carl von Linné 1758.  Mellinus arvensis ingår i släktet Mellinus, och familjen Crabronidae. Arten är reproducerande i Sverige.

## Bildgalleri

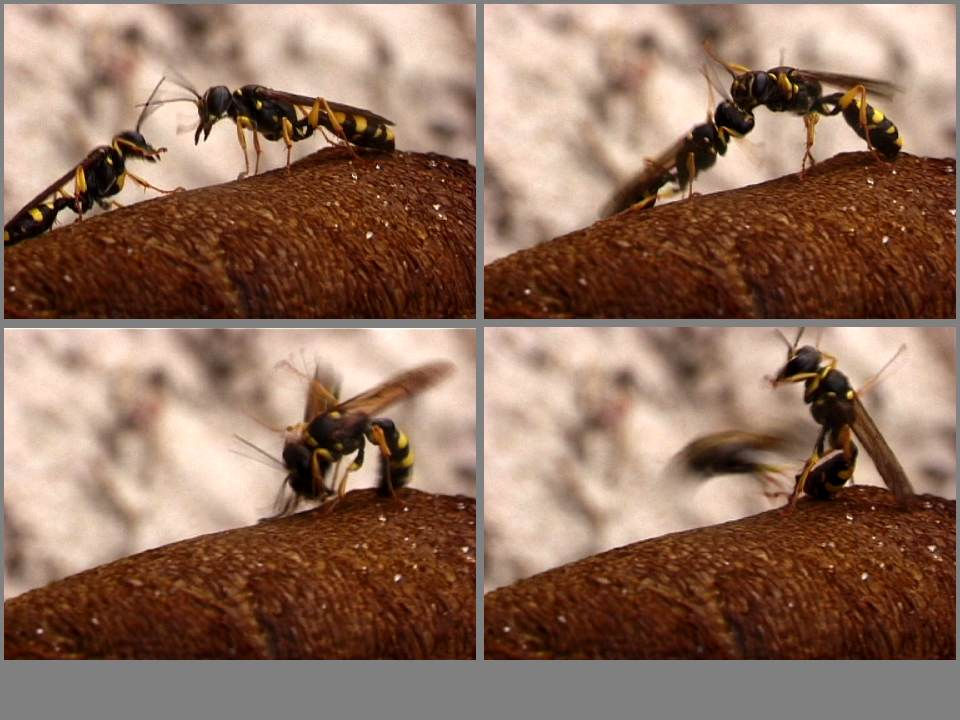
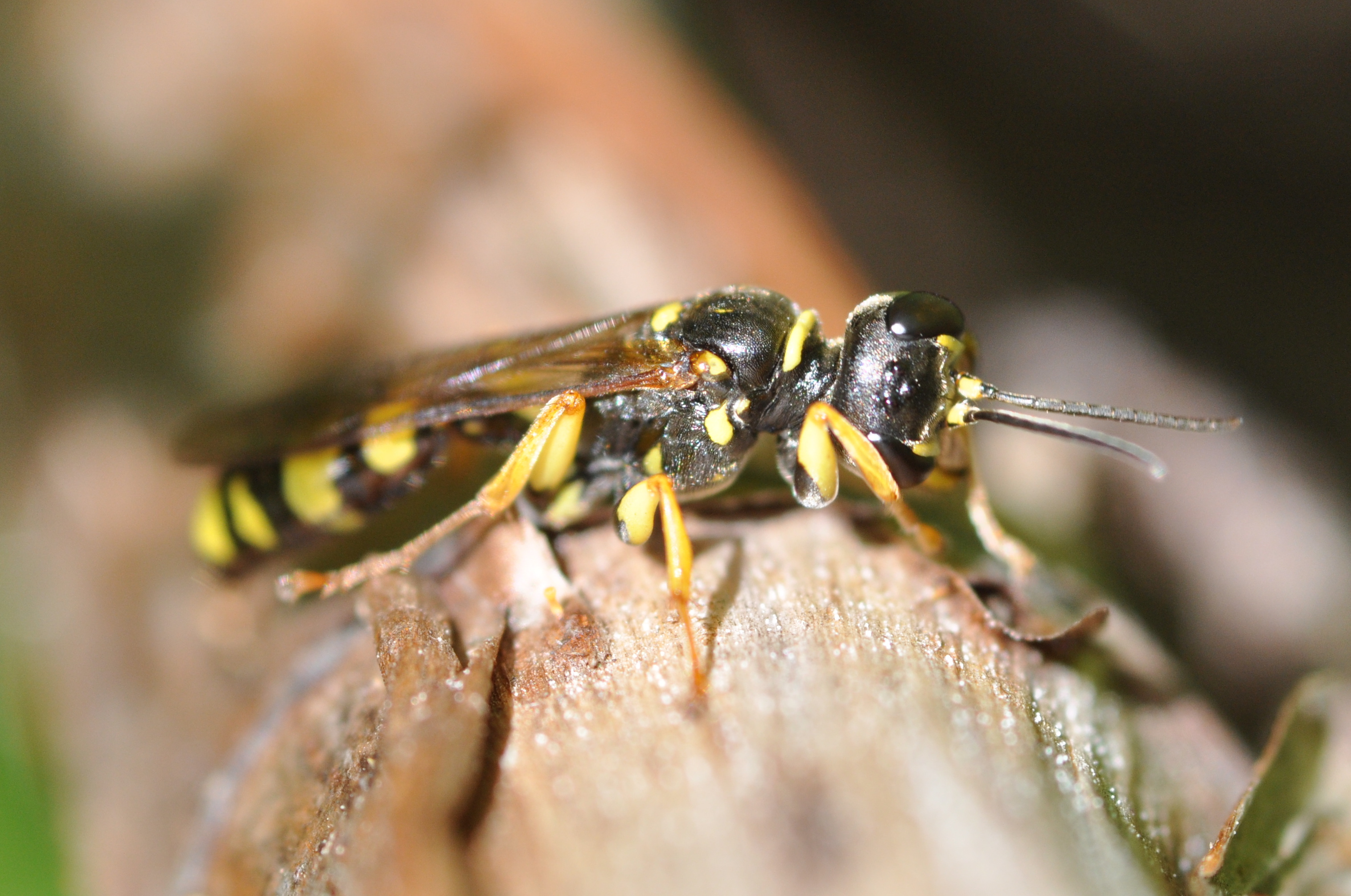
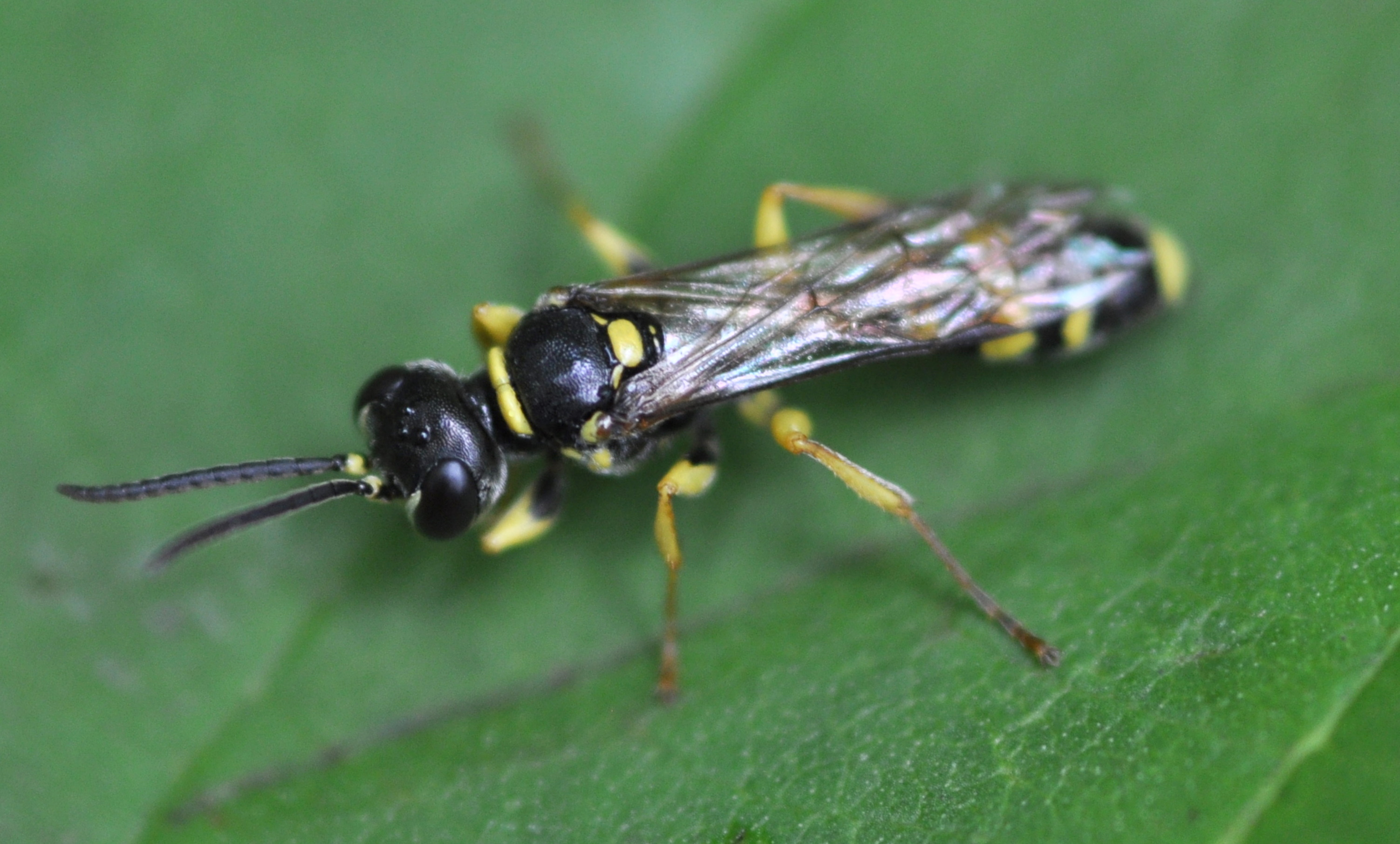
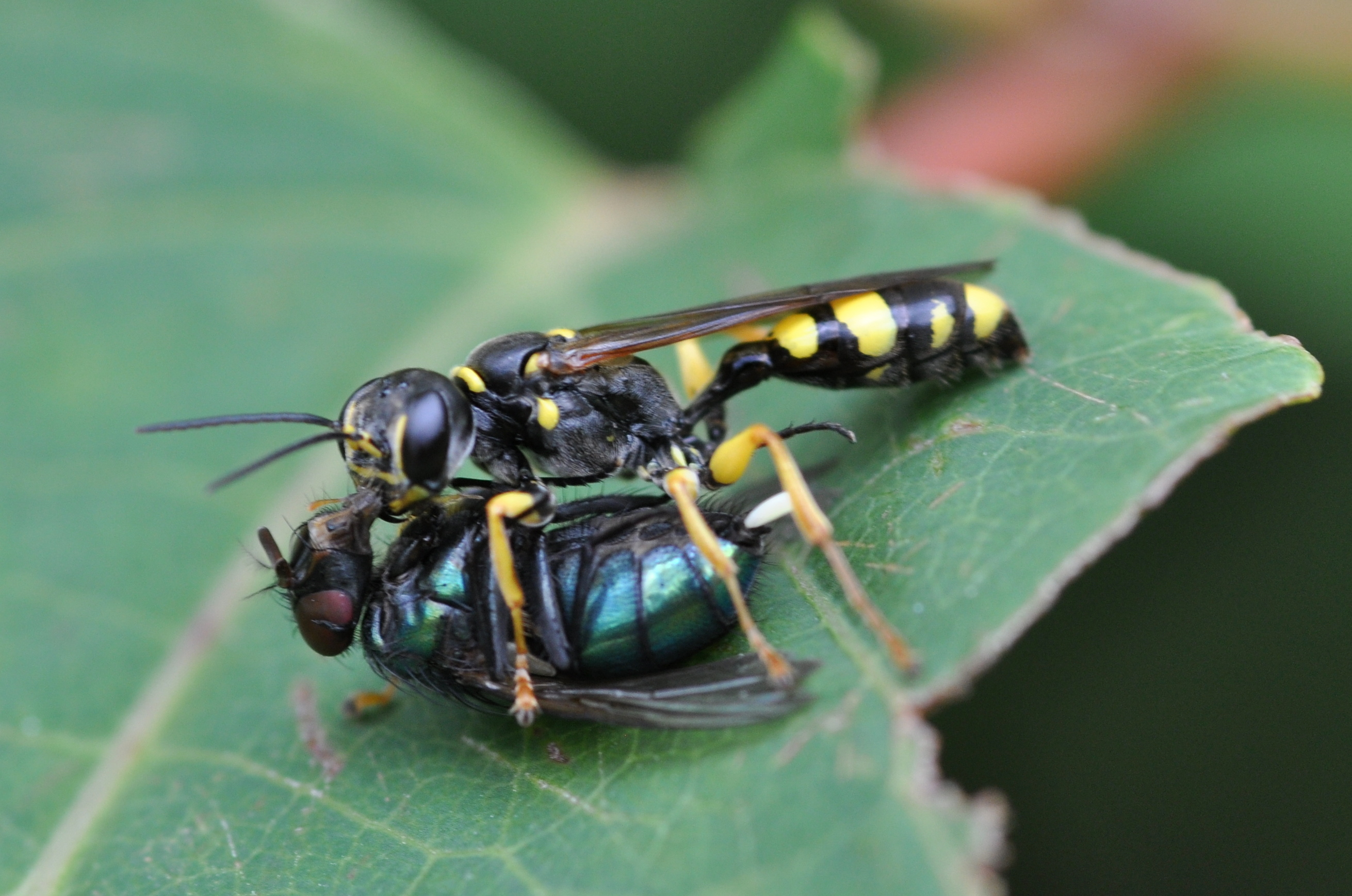
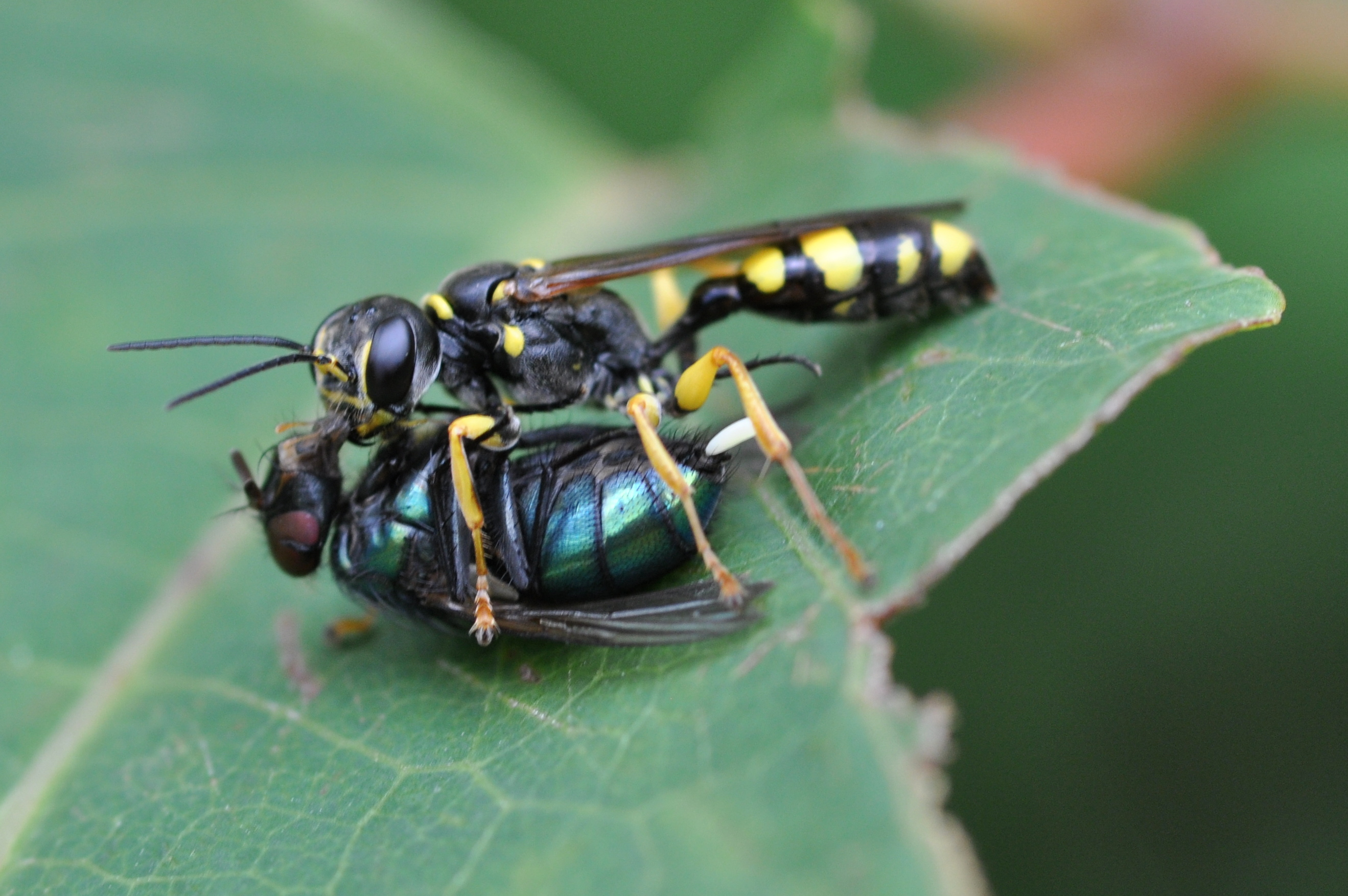
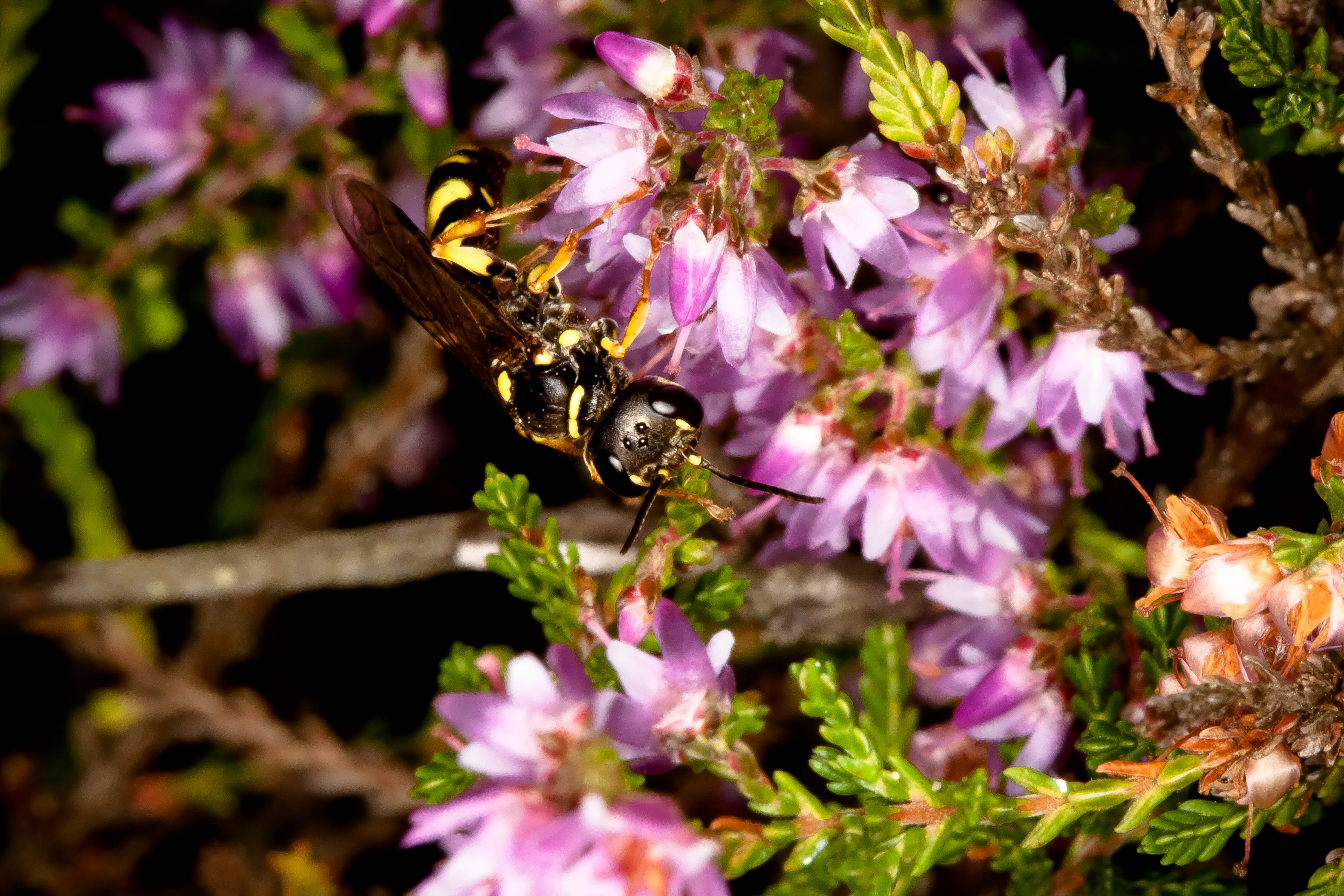